# 全国九所地方综合性大学协作会
全國九所地方性綜合大學協作會，又称SC9，成立于1994年，由杭州大學（現已併入浙江大學）、遼寧大學、內蒙古大學、蘇州大學、西北大學、雲南大學發起，旨在提供「地方綜合性大學」交流合作的平台，是中国大陆成立最早的高校联盟。

## 成員
现成员包括：
- 山西大學

- 雲南大學

- 內蒙古大學

- 遼寧大學

- 西北大學

- 蘇州大學

- 鄭州大學

- 新疆大學

- 南昌大學